# Wybory do Parlamentu Europejskiego w Luksemburgu w 1989 roku
Wybory do Parlamentu Europejskiego w Luksemburgu w 1989 roku zostały przeprowadzone 17 czerwca 1984. Do zdobycia było 6 mandatów, o które ubiegało się 6 partii politycznych. Wybory wygrała Chrześcijańsko-Społeczna Partia Ludowa, zdobywając 34,9% głosów i 3 mandaty. mandaty zdobyły także Luksemburska Socjalistyczna Partia Robotnicza i Partia Demokratyczna.
| Nazwa Partii                                  | Ilość Głosów % | Liczba mandatów |
| --------------------------------------------- | -------------- | --------------- |
| Chrześcijańsko-Społeczna Partia Ludowa        | 34,9%          | 3               |
| Luksemburska Socjalistyczna Partia Robotnicza | 25,4%          | 2               |
| Partia Demokratyczna                          | 19,9%          | 1               |
| Zieloni                                       | 6,1%           | -               |
| Partia Komunistyczna                          | 4,7%           | -               |
| Zieloni                                       | 4,3%           | -               |
| Ruch Narodowy                                 | 2,9%           | -               |
| Zielona Alternatywa Sojusz                    | 0,9%           | -               |
| Rewolucyjna Partia Socjalistyczna             | 0,6%           | -               |
| Głosy nieważne                                | 0,2%           |                 |
| Suma                                          | 100%           | 6               |